# 13915 Yalow
13915 Yalow este un asteroid din centura principală de asteroizi.

## Descriere
13915 Yalow este un asteroid din centura principală de asteroizi. A fost descoperit pe 27 mai 1982 la Observatorul Palomar de Shoemaker, C. S., Bus, S. J.. Asteroidul prezintă o orbită caracterizată de o semiaxă mare de 2,77 ua, o excentricitate de 0,13 și o înclinație de 10,3° în raport cu ecliptica.